# Itapagé
Itapagé este un municpiu în statul Ceará (CE), Brazilia.